# 雙齒七鰓鰻屬
雙齒七鰓鰻屬（學名：Eudontomyzon）是七鰓鰻目七鰓鰻科的一屬。大多数物种在东欧分布。

## 分类
该属有5种：
- 多瑙河雙齒七鰓鰻 Eudontomyzon danfordi
- 烏克蘭雙齒七鰓鰻 Eudontomyzon mariae
- 東北雙齒七鰓鰻 Eudontomyzon morii：又稱東北七鰓鰻。
- 斯氏雙齒七鰓鰻Eudontomyzon stankokaramani
- 粗首雙齒七鰓鰻 Eudontomyzon vladykovi

乌克兰可能存在的第6种雙齒七鰓鰻在19世纪后期灭绝。